# Южна Суматра
Южна Суматра е една от провинциите на Индонезия. Административен център е град Палембанг. Населението ѝ е 8 043 042 жители (по преброяване от май 2015 г.), а има площ от 91 592 кв. км.
През 2010 г. 96% от населението са мюсюлмани, 1,7% християни, 1,8% будисти. Намира се в часова зона UTC+7. Провинцията разполага с втория по размер въглищен депозит в страната.